# Fonds de stabilisation
Un fonds de stabilisation est un mécanisme mis en place par un gouvernement ou une banque centrale afin de protéger le pays (et l’État) contre les baisses potentielles de revenus liées aux exportations de matières premières. Ces ressources à forte volatilité peuvent financer des dépenses publiques établies sur plusieurs années. L’objectif est donc de stabiliser ces revenus à travers des produits dérivés de couvertures sur les marchés financiers afin de subvenir aux besoins du pays. Les fonds peuvent ainsi résorber les pertes liées aux chutes de cours grâce à des instruments dé-corrélés des marchés et ainsi produire un revenu pérenne et stable.
La motivation première est de maintenir un niveau constant des recettes de l’État face à de grandes fluctuations des prix des matières premières (d'où le terme «stabilisation»), ainsi que d'éviter l'inflation et une atrophie associée d'autres secteurs domestiques (syndrome hollandais).
Exemples de fonds de stabilisation :
- Fonds de stabilisation de la fédération de Russie
- Fonds de pension gouvernemental-Etranger
- Fonds chilien de stabilisation du cuivre
- Fonds de réserve générale de l'état d'Oman
- Fonds de réserve du Koweït pour les générations futures
- Fonds de stabilisation des ressources minérales de Papouasie-Nouvelle-Guinée
- Fonds de stabilisation macroéconomique du Venezuela
- Fonds pour le développement d'Abu Dhabi
- Fonds de stabilisation du pétrole de la Banque Centrale d'Iran

Certains fonds nationaux cherchent plutôt à influencer les taux de change sans affecter l'offre de monnaie domestique, par exemple :
- Fonds européen de stabilité financière
- Fonds de stabilisation des échanges